# Ville Bylin
Ville Bylin (1978) è un ex sciatore alpino svedese.

## Biografia
Bylin, attivo dal novembre del 1994, partecipò a due edizioni dei Mondiali juniores, Hoch-Ybrig 1996 e Schladming 1997, ottenendo come miglior piazzamento il 7º posto nello slalom speciale di quest'ultima rassegna. Si ritirò al termine della stagione 1998-1999 e la sua ultima gara fu lo slalom speciale dei Campionati svedesi 1999, disputato il 28 marzo a Boden e non completato da Bylin; non debuttò in Coppa del Mondo o in Coppa Europa né prese parte a rassegne olimpiche o iridate.

## Palmarès

### Campionati svedesi
- 1 medaglia (dati parziali):
  - 1 bronzo (discesa libera nel 1997)